# Onthophagus euzeti
Onthophagus euzeti är en skalbaggsart som beskrevs av Walter och Yves Cambefort 1977. Onthophagus euzeti ingår i släktet Onthophagus och familjen bladhorningar. Inga underarter finns listade i Catalogue of Life.